# Minbosius kopsteini
Minbosius kopsteini är en spindeldjursart som beskrevs av Speijer 1933. Minbosius kopsteini ingår i släktet Minbosius och familjen Thelyphonidae. Inga underarter finns listade i Catalogue of Life.